# La esquina del viento
La esquina del viento es el segundo álbum de estudio de la banda de rock española Medina Azahara, publicado en 1981 por CBS Records.

## Lista de canciones
1. "El Rincón de Mi Mente" - 4:56
2. "Sueños de Locura" - 3:54
3. "Una Mañana de Mayo" - 4:01
4. "Las Flores Blancas" - 3:36
5. "La Esquina del Viento" - 3:20
6. "Me Invade una Gran Pasión" - 3:52
7. "Tiempo de Miseria" - 5:10
8. "Amanece en la Ciudad" - 3:40

## Créditos
- Manuel Martínez: Voz
- Miguel Galán: Guitarra
- Manuel S. Molina: Bajo
- José Antonio Molina: Batería
- Pablo Rabadán: Teclados